# Расс, Тим
Тим Расс (англ. Tim Russ; род. 22 июня 1956) — американский актёр, режиссёр, сценарист и музыкант. Одна из известных ролей — Тувок в сериале «Звёздный путь: Вояджер».

## Биография
Тимоти Дэррелл Расс родился 22 июня 1956 года в Вашингтоне, США, в семье офицера ВВС Уолта Расс и его жены Жозефины. Тимоти вместе с младшим братом Майклом и младшей сестрой Анжелой провел все детство на военных базах США, Тайваня, Филиппин и Турции, где работал отец. Тимоти окончил среднюю школу Измир в Турции, затем получил диплом Свободной Академии в Риме, Нью-Йорк. Затем он учился в университете Сент-Эдвардс, где получил степень бакалавра театрального искусства. Позже окончил университет штата Иллинойс.
Дебютировал в кино в 1985 году. К настоящему времени снялся более чем в 140 фильмах и сериалах. Участвовал в озвучивании нескольких мультфильмов и видеоигр.

## Личная жизнь
У Тимоти есть дочь – Мэдисон Камилла (род. 1999).

## Избранная фильмография
| Год       |    | Русское название           | Оригинальное название                | Роль                                 |
| --------- | -- | -------------------------- | ------------------------------------ | ------------------------------------ |
| 1986      | ф  | Перекрёсток                | Crossroads                           | Роберт Джонсон                       |
| 1986      | ф  | Клин клином                | Fire with Fire                       | Джерри Вашингтон                     |
| 1987      | ф  | Космические яйца           | Spaceballs                           | десантник                            |
| 1992      | ф  | Ночная слежка 2            | Night Eyes II                        | Джесси Юнгер                         |
| 1993      | тф | Путешествие к центру Земли | Journey to the Center of the Earth   | Джое Бриггс                          |
| 1994      | ф  | Звёздный путь: Поколения   | Star Trek: Generations               | лейтенант по тактике «Энтерпрайза-Б» |
| 1994      | ф  | Смертельная связь          | Dead Connection                      | детектив Чак Роланд                  |
| 1994      | тф | Горькая месть              | Bitter Vengeance                     | лейтенант Джеймс                     |
| 1995—2001 | с  | Звёздный путь: Вояджер     | Star Trek: Voyager                   | Тувок                                |
| 2006—2007 | с  | Главный госпиталь          | General Hospital                     | доктор Трент                         |
| 2007      | ф  | Крепкий орешек 4.0         | Live Free or Die Hard / Die Hard 4.0 | агент Саммерс                        |
| 2007—2009 | с  | Кто такая Саманта?         | Samantha Who?                        | Фрэнк                                |
| 2007—2012 | с  | АйКарли                    | iCarly                               | Франклин                             |
| 2013      | с  | Подопытные                 | Lab rats                             | агент Гордон                         |
| 2013      | с  | Касл                       | Castle                               | доктор Викфилд                       |
| 2014      | ф  |                            | Greyscale                            | Гэвин Кэлхоун                        |
| 2015      | тф | Акулий торнадо 3           | Sharknado 3: Oh Hell No!             | генерал Готтлиб                      |
| 2021      | с  | Возвращение АйКарли        | iCarly                               | Франклин                             |

## Номинации и награды
- 2012 — премия «Indie Series Awards» в категории «Best Directing — Comedy» («Bloomers»).
- 2014 — номинация на премию «Indie Series Awards» в категории «Best Directing — Comedy» («Bloomers»).
- 2014 — премия «Pacific Southwest Emmy Awards» в категории «Community/Public Service (PSAs) — Single Spot/Campaign».